# Breda Mod. 37
Breda Mod 37 (официальное название — Mitragliatrice Breda calibro 8 modello 37) — итальянский станковый пулемёт, разработанный компанией Breda Meccanica Bresciana и принятый на вооружение Королевской итальянской армией в 1937 году. Он стал основным тяжёлым пулемётом Италии во Второй мировой войне и использовался до 1960-х годов.

## История создания
После Первой мировой войны Королевская армия Италии стремилась заменить устаревшие пулемёты типа FIAT-Revelli M1914 на более надёжные и современные образцы. В начале 1930-х годов фирме Breda было поручено разработать новый пулемёт, подходящий для использования на штативе и в стационарных установках.
Breda Mod. 37 представляет собой развитие линии станковых пулеметов, начатой модели с Breda Mod. 31 (лицензионная копия 13,2 mm Hotchkiss M1929)
Прототипы были испытаны в 1935 году, и после доработок модель Breda Mod. 37 была официально принята на вооружение в 1937 году. Она должна была дополнить, а в перспективе — заменить более лёгкий Breda Mod. 30, который страдал от низкой надёжности. В результате Breda Mod. 37 стал основным пулемётом поддержки ротного и батальонного уровня, прежде всего на треногах.

## Конструкция
Пулемёт Breda Mod. 37 работает по принципу газоотводной автоматики с длинным ходом поршня. Газовая камера расположена под стволом, затвор жёстко запирается при выстреле.
Охлаждение ствола — воздушное. Ствол быстро съёмный, что позволяло его замену при перегреве. Питание осуществлялось из 20-патронных металлических лент, которые после стрельбы снова заполнялись отработанными гильзами — такая система упрощала сбор латунных гильз, но усложняла механизм, так как пулемёт мог стрелять быстро, только когда второй человек подавал одну ленту боеприпасов за другой. пулемёт мог стрелять только короткими очередями в ином случае он быстро перегревался. в отличие от своего предшественника Breda Mod. 30, M37 не требовал смазки патронов перед подачей, что повышало его надёжность.
Пулемёт имел всего четыре подвижные части что упрощало обслуживание. Массивная тренога обеспечивала устойчивость при стрельбе, а специальный прицел позволял вести огонь по площадным и точечным целям на дальностях до 1000 м.

## Варианты
- Breda Mod. 38 — модификация для бронетехники, и обычных стационарных установок. Отличается более высокой скорострельностью, укороченным стволом, магазинным питанием (24 патрона) и рукояткой управления.
- Breda m/938 — экспортный вариант под патрон 7,92×57 мм Mauser, производившийся для Португалии. Использовался в колониальных конфликтах вплоть до 1960-х годов.

## Боевое применение
Пулемёт активно применялся в войнах в Эфиопии, на Балканах и в Северной Африке. В условиях пустыни проявлял себя значительно лучше, чем лёгкие пулемёты, благодаря более простой и надёжной конструкции. После капитуляции Италии в 1943 году пулемёт поступил на вооружение частей Вермахта под обозначением MG 259
Португальская армия активно использовала модификацию m/938 во время колониальных войн в Африке.

## Оценка
Несмотря на определённые конструктивные особенности (медленный темп стрельбы, сложная подача), Breda Mod. 37 отличался высокой надёжностью и точностью. По мнению историков, он был гораздо более удачным оружием, чем его лёгкий аналог Breda Mod. 30. Оставался на вооружении до начала 1960-х годов, пока не был заменён пулемётом MG 42/59 (итальянская лицензия на MG 42/Patronen 7,62 × 51 мм НАТО).